# Komitet Obrony Kresów Wschodnich

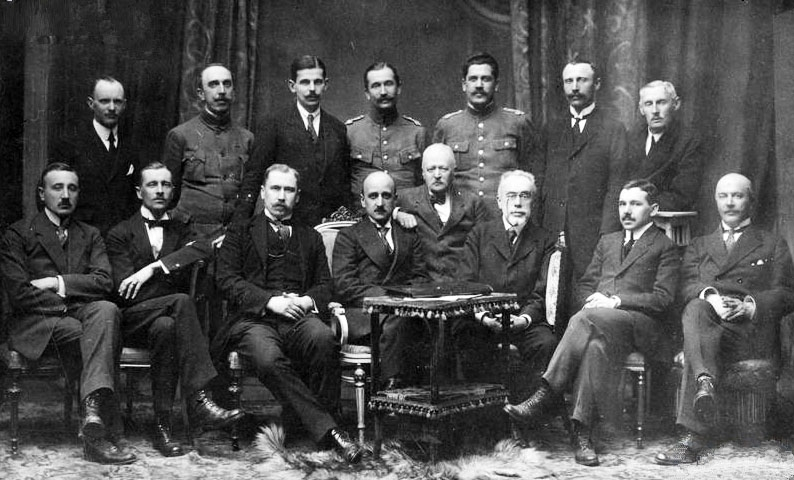
Komitet Obrony Kresów Wschodnich. Siedzą od lewej: Olgierd Gordziałkowski, Władysław Raczkiewicz, Mirosław Obiezierski, Michał Kossakowski. Widoczni również: Michał Obiezierski, Czesław Krasicki, I. Witkiewicz, Władysław Marian Zawadzki (siedzi 2 z prawej), Wacław Wasilewski, Antoni Jundziłł, M. Parafianowicz, Czesław Krupski, M. Boguszewski, W. Pusłowski, E. Obrąpalski

Komitet Obrony Kresów Wschodnich – organizacja powstała w końcu listopada 1918 roku w Warszawie. Wyłoniła się z powstałej na początku 1917 roku w tym samym mieście Komisji Litewskiej. Sprawowała polityczny mecenat nad powstającymi wojskowymi oddziałami ochotniczymi samoobron Kresów Wschodnich. Jednym z jej zadań było prowadzenie agitacji na rzecz włączenia ich w struktury Wojska Polskiego poprzez utworzenie Dywizji Litewsko-Białoruskiej. Cel ten został osiągnięty 26 listopada 1918 roku, kiedy to Naczelnik Państwa Józef Piłsudski zgodził się na utworzenie takiej dywizji.